# Tholi di Venere
Segue una lista dei tholi presenti sulla superficie di Venere. La nomenclatura di Venere è regolata dall'Unione Astronomica Internazionale; la lista contiene solo formazioni esogeologiche ufficialmente riconosciute da tale istituzione.
I tholi di Venere portano il nome di divinità femminili di varie culture.
Inoltre, si conta un tholus inizialmente battezzato dall'IAU e la cui denominazione è stata poi abrogata.

## Prospetto
| Tholi             | Eponimo | Latitudine | Longitudine | Diametro |
| ----------------- | --- | ---------- | ----------- | -------- |
| Akka Tholus       | Akka - Dea madre nella cultura finnica.                                                                        | 75,1° N    | 233° E      | 19,4 km  |
| Alcyone Tholus    | Alcione - Pleiade della mitologia greca.                                                                       | 2,1° S     | 256,4° E    | 70 km    |
| Ale Tholus        | Ale - Dea creatrice della Terra e della vegetazione nella mitologia degli Igbo.                                | 68,2° N    | 247° E      | 87 km    |
| Amra Tholus       | Amra - Divinità solare degli Abcasi.                                                                           | 53° N      | 98° E       | 50 km    |
| Angerona Tholus   | Angerona - Dea del silenzio nella mitologia romana.                                                            | 29,8° S    | 287,2° E    | 200 km   |
| Angrboda Tholus   | Angrboða - Gigantessa della mitologia norrena.                                                                 | 73,8° S    | 116° E      | 80 km    |
| Apakura Tholus    | Apakura - Dea della giustizia nella mitologia Maori.                                                           | 40,3° N    | 208,8° E    | 10 km    |
| Ashtart Tholus    | Astarte - Grande madre della mitologia fenicia.                                                                | 48,7° N    | 247° E      | 138 km   |
| Azimua Tholi      | Azimua - Dea dell'oltretomba nella mitologia sumera.                                                           | 34,05° S   | 249,35° E   | 40 km    |
| Bast Tholus       | Bastet - Dea della gioia nella religione egizia.                                                               | 57,8° N    | 130,3° E    | 83 km    |
| Cotis Tholus      | Cotis - Dea madre nella mitologia dei Traci. Precedentemente denominato Cotis Mons.                            | 44,3° N    | 233° E      | 62 km    |
| Dröl-ma Tholus    | Dröl-ma - Dea della compassione nella mitologia tibetana.                                                      | 24,2° N    | 6,3° E      | 40 km    |
| Eirene Tholus     | Eirene - Dea della pace nella mitologia greca.                                                                 | 75,5° N    | 230° E      | 58 km    |
| Evaki Tholus      | Evaki - Dea del sonno nella cultura dei popoli dell'Amazzonia.                                                 | 37,6° N    | 342,2° E    | 200 km   |
| Ezili Tholus      | Ezili - Dea delle acque dolci nella cultura del Benin.                                                         | 23,7° N    | 91,3° E     | 150 km   |
| Furki Tholus      | Furki - Dea compagna del dio Sela nella mitologia dei Ceceni e Ingusci. Precedentemente denominato Furki Mons. | 35,9° N    | 236,4° E    | 79 km    |
| Gerd Tholi        | Gerðr - Figura della mitologia norrena.                                                                        | 54,5° S    | 291,5° E    | 50 km    |
| Grechukha Tholi   | Grechukha - Dea dei campi nella mitologia ucraina.                                                             | 8,6° S     | 255,8° E    | 200 km   |
| Iaso Tholus       | Iaso - Personificazione della guarigione nella mitologia greca.                                                | 5,2° N     | 255,3° E    | 30 km    |
| Ignirtoq Tholi    | Ignirtoq - Dea dei lampi nella mitologia degli Inuit.                                                          | 50,98° S   | 222,80° E   | 90 km    |
| Ismo Tholi        | Ismo - Dea del vento nella mitologia finlandese.                                                               | 29,71° S   | 213,34° E   | 125 km   |
| Justitia Tholus   | Giustizia - Dea della giustizia nella mitologia romana.                                                        | 28,7° S    | 296,5° E    | 60 km    |
| Khotal-Ekva Tholi | Khotal-Ekva - Dea del sole nella cultura dei Mansi.                                                            | 9,1° S     | 177,8° E    | 50 km    |
| Kwannon Tholus    | Kwannon - Bodhisattva della grande compassione nel Buddhismo Mahāyāna.                                         | 26,3° S    | 296,8° E    | 135 km   |
| Lama Tholus       | Lama - Dea protettrice nella mitologia sumera.                                                                 | 7,8° N     | 266° E      | 110 km   |
| Mahuea Tholus     | Mahuea - Dea del fuoco nella cultura Maori.                                                                    | 37,5° S    | 164,7° E    | 110 km   |
| Meiboia Tholus    | Meiboia - Dea delle api nella mitologia greca.                                                                 | 44,7° S    | 281,3° E    | 85 km    |
| Mentha Tholus     | Mentha - Dea personificazione delle mente umana nella mitologia romana. Precedentemente qualificato come mons  | 43° N      | 237,3° E    | 79 km    |
| Monoshi Tholus    | Monoshi - Dea dei serpenti nella cultura bengalese.                                                            | 37,7° S    | 252° E      | 15 km    |
| Muru Tholus       | Muru - Dea dei prati nella cultura estone.                                                                     | 9° S       | 305,5° E    | 40 km    |
| Narina Tholi      | Narina - Dea degli uccelli selvatici nella cultura aborigena australiana.                                      | 25,8° S    | 80° E       | 55 km    |
| Ndara Tholus      | Ndara - Dea dei terremoti nella cultura dei Toraji.                                                            | 57,5° S    | 16° E       | 70 km    |
| Neegyauks Tholus  | Neegyauks - Principessa, signora dei vulcani, dalle fattezza umane e di rana nella cultura dei Tlingit.        | 68,6° S    | 200° E      | 30 km    |
| Nertus Tholus     | Nertus - Dea nella vegetazione nella cultura della Germania.                                                   | 61,2° N    | 247,9° E    | 66 km    |
| Nipa Tholus       | Nipa - Dea della Luna nella cultura degli Algonchini.                                                          | 8,4° N     | 255,7° E    | 140 km   |
| Norterma Tholus   | Norterma - Dea della salute nella cultura tibetana.                                                            | 77° S      | 188° E      | 15 km    |
| Otafuku Tholi     | Otafuku - Dea della gioia nella cultura giapponese.                                                            | 28,7° N    | 46,3° E     | 80 km    |
| Otohime Tholus    | Otohime - Dea dell'arte e della bellezza nella cultura giapponese.                                             | 32° S      | 268,2° E    | 20 km    |
| Oxomoco Tholus    | Oxomoco - Dea della Luna e della notte nella mitologia azteca.                                                 | 32,28° S   | 218,99° E   | 140 km   |
| Padma Tholi       | Padma - Dea del loto nell'induismo.                                                                            | 34,7° S    | 68,3° E     | 100 km   |
| Pajan Yan Tholus  | Pajan Yan - Dea della guarigione nella cultura cambogiana.                                                     | 8,3° N     | 252,2° E    | 80 km    |
| Pakhet Tholus     | Pakhet - Dea della guerra nella religione egizia caratterizzata dalla testa leonina.                           | 28,85° S   | 221,45° E   | 111 km   |
| Paoro Tholi       | Paoro - Dea dell'eco nella cultura Māori.                                                                      | 10,5° N    | 268° E      | 225 km   |
| Perynya Tholus    | Perynya - Divinità della mitologia slavica, compagna di Perun.                                                 | 0,7° S     | 353,2° E    | 110 km   |
| Podaga Tholus     | Podaga - Dea del tempo meteorologico nella mitologia slavica.                                                  | 56,3° S    | 2° E        | 40 km    |
| Rohina Tholus     | Rohina - Dea della razza vaccina nell'induismo.                                                                | 40,6° S    | 295,4° E    | 30 km    |
| Rosna Tholi       | Rosna - Dea delle montagne nella cultura dei Chinantechi.                                                      | 25,5° S    | 73,3° E     | 130 km   |
| Semele Tholi      | Semele - Dea della Terra nella cultura frigia, passata poi nella mitologia greca.                              | 64,3° N    | 202,9° E    | 194 km   |
| Shamiram Tholus   | Shamiram - Dea dell'amore nella cultura armena.                                                                | 6,9° S     | 335,2° E    | 10 km    |
| Sumerla Tholi     | Sumerla - Dea dell'oltretomba nella cultura slavica.                                                           | 13,8° S    | 252,2° E    | 90 km    |
| Toci Tholus       | Teteoinnan - Dea del terremoto nella mitologia azteca.                                                         | 29,5° N    | 355,1° E    | 300 km   |
| Turi Tholus       | Turi - Dea creatrice delle isole nella cultura polinesiana.                                                    | 66,9° S    | 222,3° E    | 15 km    |
| Tursa Tholus      | Tursa - Dea del terrore nella cultura pre-romana nella zona dell'odierna Gubbio.                               | 35,4° S    | 205,2° E    | 75 km    |
| Upunusa Tholus    | Upunusa - Dea della Terra nella cultura delle isole Leti e Babar.                                              | 66,2° N    | 252,4° E    | 223 km   |
| Vilakh Tholus     | Vilakh - Dea del fuoco nella cultura dei Casicumucchi.                                                         | 6,5° S     | 176,5° E    | 15 km    |
| Vupar Tholus      | Vupar - Spirito delle eclissi nella cultura dei Ciuvasci.                                                      | 13,5° S    | 306° E      | 100 km   |
| Wohpe Tholus      | Wohpe - Dea della bellezza nella cultura dei Lakota.                                                           | 41,4° N    | 288,1° E    | 40 km    |
| Wurunsemu Tholus  | Wurunsemu - Dea del sole nella cultura pre-ittita.                                                             | 40,6° N    | 209,9° E    | 83 km    |
| Yansa Tholus      | Yansa - Dea del vento e del fuoco nella cultura aborigena brasiliana.                                          | 76,1° N    | 232,2° E    | 20 km    |
| Yurt-Ava Tholus   | Yurt-Ava - Dea della casa madre nella cultura dei Mordvini.                                                    | 13,8° S    | 341,5° E    | 15 km    |
| Zana Tholus       | Zână - Divinità femminile balcanica delle montagne, dei torrenti, delle sorgenti e delle foreste.              | 44,63° S   | 212,24° E   | 26 km    |
| Zorya Tholus      | Zorya - Dea dell'alba nella cultura slavica.                                                                   | 9,4° S     | 335,3° E    | 22 km    |

## Nomenclatura abolita
| Tholi         | Eponimo                                                | Latitudine | Longitudine | Diametro | Motivazione |
| ------------- | ------------------------------------------------------ | ---------- | ----------- | -------- | ----------- |
| Brigit Tholus | Brigid - Dea della conoscenza nella mitologia celtica. | 49° N      | 246° E      | 0 km     | Abolito.    |